# Thamester japonicus
Thamester japonicus är en stekelart som beskrevs av David B. Wahl 1993. Thamester japonicus ingår i släktet Thamester och familjen brokparasitsteklar. Inga underarter finns listade i Catalogue of Life.